# 科尼利厄斯·哈德森
科尼利厄斯·拉蒙特·哈德森（1993年12月29日—）為美國男子籃球運動員，場上位置為大前锋。

## 生平
哈德森生於美國德克萨斯州達拉斯，哥哥是美式足球外接員Michael Crabtree，2013年哈德森自Mansfield Timberview High School畢業後進入蒙特錫安山基督學院就讀一年，2014年9月加入維克森林大學。2016年2月哈德森因違反隊規被球隊開除，下學年度哈德森轉學至安吉洛州立大學，哈德森雖然有在校隊的名單上但未曾出賽過。
2020年2月哈德森加盟薩德伯里五人。2021年10月哈德森加盟健康。2022年3月哈德森加盟埃策拉。2022年8月哈德森加盟貝羅。
2023年2月7日，哈德森加盟超級籃球聯賽台灣啤酒，中文登錄名為「霍勝」。3月8日，超級籃球聯賽台灣啤酒宣布因團隊戰力考量與哈德森解除合約關係，哈德森總計出賽6場，繳出場均30.2分、10.2籃板、4.2助攻的表現。9月15日，維多利亞宣布哈德森加盟事宜。2024年7月22日，哈德森加入CS Vâlcea 1924。

## 外部連結
- 科尼利厄斯·哈德森在fiba.basketball（英语）
- 科尼利厄斯·哈德森在Sports-Reference.com（NCAA）（英语）
- 科尼利厄斯·哈德森在Eurobasket.com（球員）（英语）
- 科尼利厄斯·哈德森在Proballers（英语）
- 科尼利厄斯·哈德森在RealGM（英语）
- 科尼利厄斯·哈德森在Flashscore（英语）